# Richard L. Anderson (tecnico del suono)
Richard L. Anderson (...) è un tecnico del suono statunitense, vincitore di un Oscar Special Achievement Award nel 1982 per il film I predatori dell'arca perduta.

## Biografia
Cresciuto a Saint Louis, la sua passione per il cinema lo portò a trasfersi a Los Angeles, dove si laureò presso la University of Southern California. A partire dagli anni '70 cominciò a lavorare per film importanti come Guerre stellari (1977) e Star Trek (1979), mentre negli anni '80 diventò supervisore, ottenendo vari riconoscimenti tra cui due candidature al Premio Oscar, un Oscar Special Achievement Award e un Premio Emmy.

## Filmografia parziale
- Guerre stellari (1977)
- Star Trek (1979)
- I predatori dell'arca perduta (1981)
- Poltergeist - Demoniache presenze (1982)
- Gremlins (1984)
- I Goonies (1985)
- Il colore viola (1985)
- Predator (1987)
- Beetlejuice - Spiritello porcello (1990)
- Edward mani di forbice (1990)
- Batman - Il ritorno (1992)
- Nightmare Before Christmas (1993)
- Il re leone (1994)
- Apollo 13 (1995)
- Dragonheart (1996)
- Daylight - Trappola nel tunnel (1996)
- Il mistero di Sleepy Hollow (1999)

## Riconoscimenti
Premio Oscar
- 1982 - Special Achievement Award per I predatori dell'arca perduta
- 1983 - Candidatura al miglior montaggio sonoro per Poltergeist - Demoniache presenze
- 1997 - Candidatura al miglior montaggio sonoro per Daylight - Trappola nel tunnel